# Joe Thurston
Joseph William Thurston (né le 29 septembre 1979 à Fairfield, Californie, États-Unis) est un joueur de baseball qui évolue dans les Ligues majeures de 2002 à 2011. En 2015, il est sous contrat avec les Red Sox de Boston.

## Carrière
D'abord drafté au 45e tour de sélection par les Red Sox de Boston en 1997 sans signer de contrat avec le club, Joe Thurston devient un choix de 4e ronde des Dodgers de Los Angeles en 1999. Il commence sa carrière dans le baseball majeur avec les Dodgers le 2 septembre 2002. Il dispute 37 parties pour Los Angeles de 2002 à 2004, passant la majorité du temps en ligues mineures.
Cédé aux Yankees de New York en 2005, Thurston ne s'aligne qu'en ligues mineures pour cette franchise. Passé aux Phillies de Philadelphie, il apparaît dans 18 parties de cette équipe durant leur saison 2006. 
Après une année 2007 avec les clubs-école des Phillies en ligues mineures, il rejoint les Red Sox de Boston mais ne joue que 4 matchs avec eux dans la saison 2008.
En 2009, Thurston est employé pour la première fois à temps plein par un club des majeures. Ce joueur d'utilité est utilisé comme deuxième but, troisième but et voltigeur par les Cardinals de Saint-Louis. En 124 matchs joués, il frappe dans une moyenne au bâton de ,225 avec 60 coups sûrs dont son premier coup de circuit au plus haut niveau. Il totalise 25 points produits en saison et obtient une présence au bâton en séries éliminatoires dans l'affrontement de première ronde qui oppose les Cardinals aux Dodgers.
Joe Thurston passe la saison 2010 dans les mineures avec les Braves de Gwinnett de la Ligue internationale, formation affiliée aux Braves d'Atlanta. 
En 2011, il s'aligne avec les Zephyrs de la Nouvelle-Orléans, le club-école des Marlins de la Floride et n'est rappelé des mineures que pour un match de ces derniers.
Il remporte la médaille d'argent en baseball avec l'équipe des États-Unis aux Jeux panaméricains de Guadalajara 2011. Il participe aussi à la Coupe du monde de baseball 2011 et est nommé joueur de deuxième but de l'équipe d'étoiles, une récompense accordée aux meilleurs joueurs à l'issue du tournoi.
En novembre 2011, Thurston signe un contrat avec les Astros de Houston. Il est libéré le 28 mars 2012 vers la fin de l'entraînement de printemps et rejoint alors les Phillies de Philadelphie. Libéré par les Phillies le 23 avril sans avoir joué avec l'équipe, il rejoint le 25 avril les Twins du Minnesota mais n'évolue qu'en ligues mineures.
En 2013, Thurston évolue pour les Barnstormers de Lancaster, un club indépendant de l'Atlantic League et pour les Leones de Yucatán de la Ligue mexicaine de baseball. En janvier 2014, il signe un contrat des ligues mineures avec les Brewers de Milwaukee mais ne rejoint pas les majeures. En mars 2015, il signe chez les Red Sox de Boston.